# 데어데블: 본 어게인
《데어데블: 본 어게인》(영어: Daredevil: Born Again)은 디즈니+에서 2025년 3월부터 방영된 미국의 드라마이다. 배우 찰리 콕스가 데어데블 역을 맡는다.

## 출연진
- 찰리 콕스 - 맷 머독 / 데어데블
- 빈센트 도노프리오 - 윌슨 피스크 / 킹핀
- 존 번설 - 프랭크 캐슬 / 퍼니셔
- 마르가리타 레비예바 - 헤더 글렌
- 데버라 앤 월 - 캐런 페이지
- 엘든 헨슨 - 포기 넬슨
- 자브리나 게바라 - 실라 리베라
- 니키 M. 제임스 - 커스틴 맥더피
- 제니아 월턴 - BB 유릭
- 아티 프루샨 - 벅 캐슈먼
- 클라크 존슨 - 체리
- 마이클 갠돌피니 - 대니얼 블레이드
- 아예렛 주러 - 버네사 피스크
- 윌슨 베설 - 벤저민 "덱스" 포인덱스터
- 제러미 얼 - 콜 노스
- 모한 카푸르 - 유수프 칸
- 카마르 데로스레예스 - 엑토르 아얄라 / 화이트 타이거